# Aiakas
Aiakas is een geslacht van straalvinnige vissen uit de familie van puitalen (Zoarcidae).

## Soorten
- Aiakas kreffti Gosztonyi, 1977
- Aiakas zinorum Anderson & Gosztonyi, 1991